# Amare un libertino
Amare un libertino (When He Was Wicked) è un romanzo della scrittrice americana Julia Quinn pubblicato nel 2004. Si tratta del sesto romanzo della saga dei Bridgerton.

## Trama
Il libro racconta la storia di Francesca Bridgerton, sestogenita della famiglia Bridgerton, e di Michael Stirling. Michael Stirling è un libertino che, dopo anni di dissolutezze, conosce Francesca Bridgerton, se ne innamora e decide di cambiare stile di vita; tuttavia, Francesca si sposa con un altro uomo. A distanza di anni, Michael ottiene un nuovo titolo e Francesca è nuovamente libera.

## Accoglienza
Il romanzo ha scalato le classifiche del New York Times.

## Edizioni
- Julia Quinn, Amare un libertino, Arnoldo Mondadori Editore, 2021, ISBN 978-8804740315.